# Forjães Sport Club
El Forjães Sport Club es un equipo de fútbol de Portugal que juega en la Liga Regional de Braga, la quinta división nacional.

## Historia
Fue fundado el 15 de abril de 1967 en el municipio de Forjaes en el distrito de Braga, aunque en los años 1970 jugaban en la Asociación de Viana do Castelo, ganando la liga regional en dos ocasiones pero sin participar en torneos nacionales.
Años después se une a la Asociación de Fútbol de Braga y en la temporada es campeón distrital por primera vez, logrando por primera vez participar en torneos nacionales y también por primera vez juega en la Copa de Portugal donde es eliminado en la primera ronda por el CA Macedo de Cavaleiros 0-1.

## Palmarés
- Liga Regional de Braga: 1

2020/21
- Liga Regional de Viana do Castelo: 2

1974/75, 1977/78
- Segunda División de Viana do Castelo: 2

1974/75, 1977/78
- Segunda División de Braga: 1

1968/69
- Tercera División de Braga: 1

1967/68